# فرودگاه بین‌المللی کویت
فرودگاه بین‌المللی کویت (به عربی: مطار الكويت الدولي)، یک فرودگاه نظامی و همگانی با کد یاتا KWI است که یک باند فرود بتن دارد و طول باند آن ۳۴۰۰ متر است. این فرودگاه در شهر کویت کشور کویت قرار دارد و در ارتفاع ۶۳ متری از سطح دریا واقع شده‌است.

## شرکت‌های هواپیمایی و مقصدهای پروزای

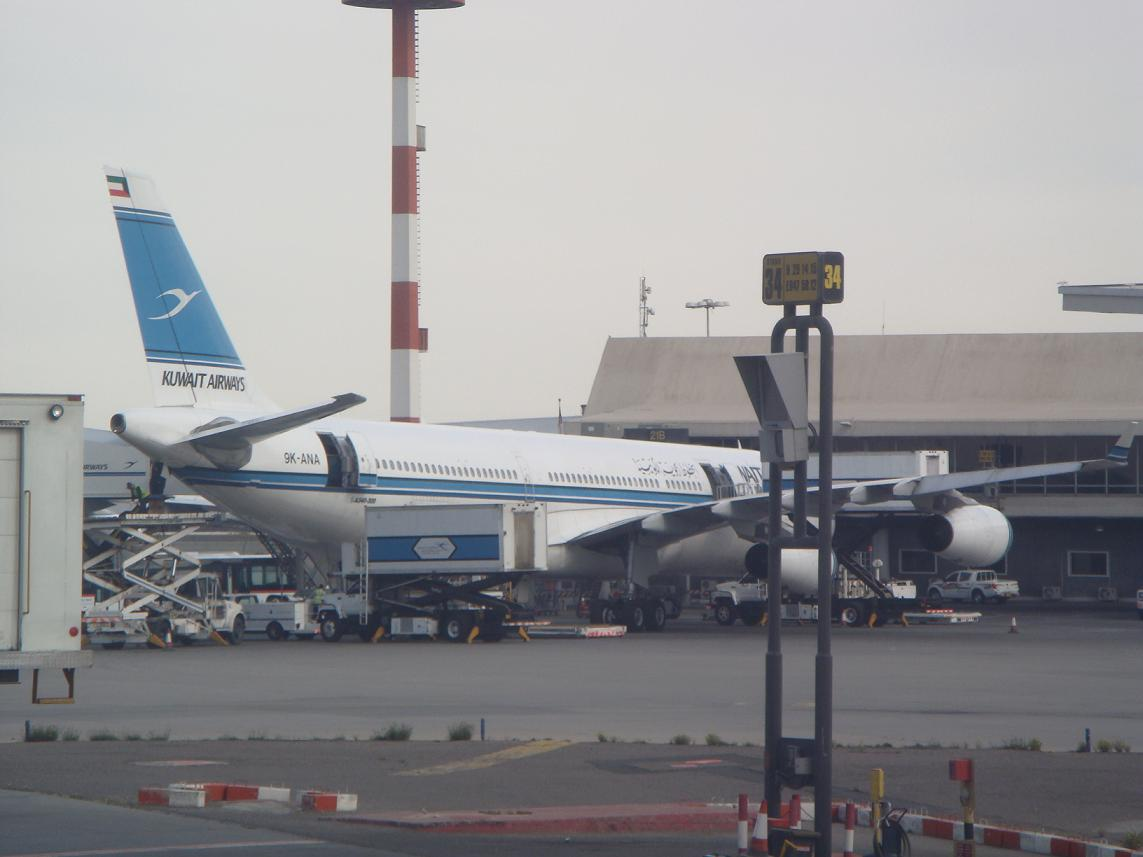
هواپیمای ایرباس-۳۴۰ شرکت هوایی کویت در فرودگاه بین‌المللی کویت.

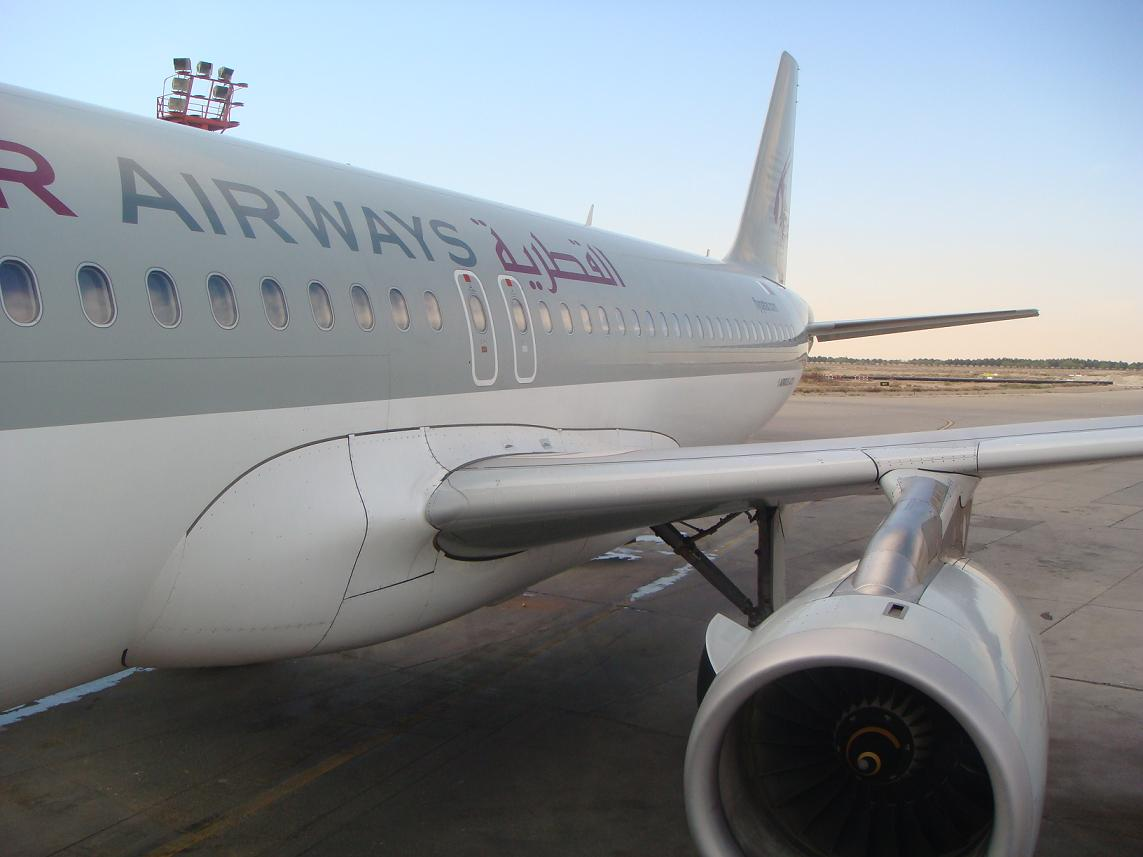
هواپیمای ایرباس-۳۲۰ شرکت قطر ایرویز در فرودگاه بین‌المللی کویت.

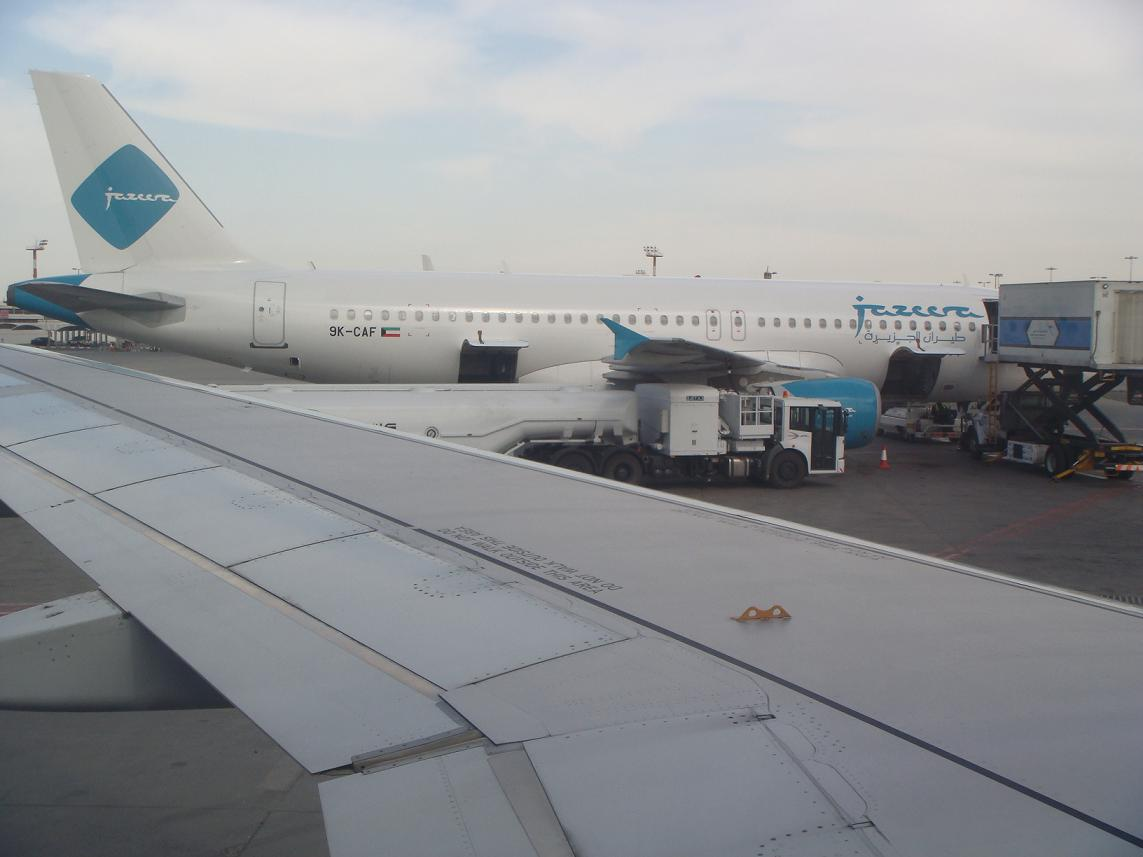
ایرباس-۳۲۰

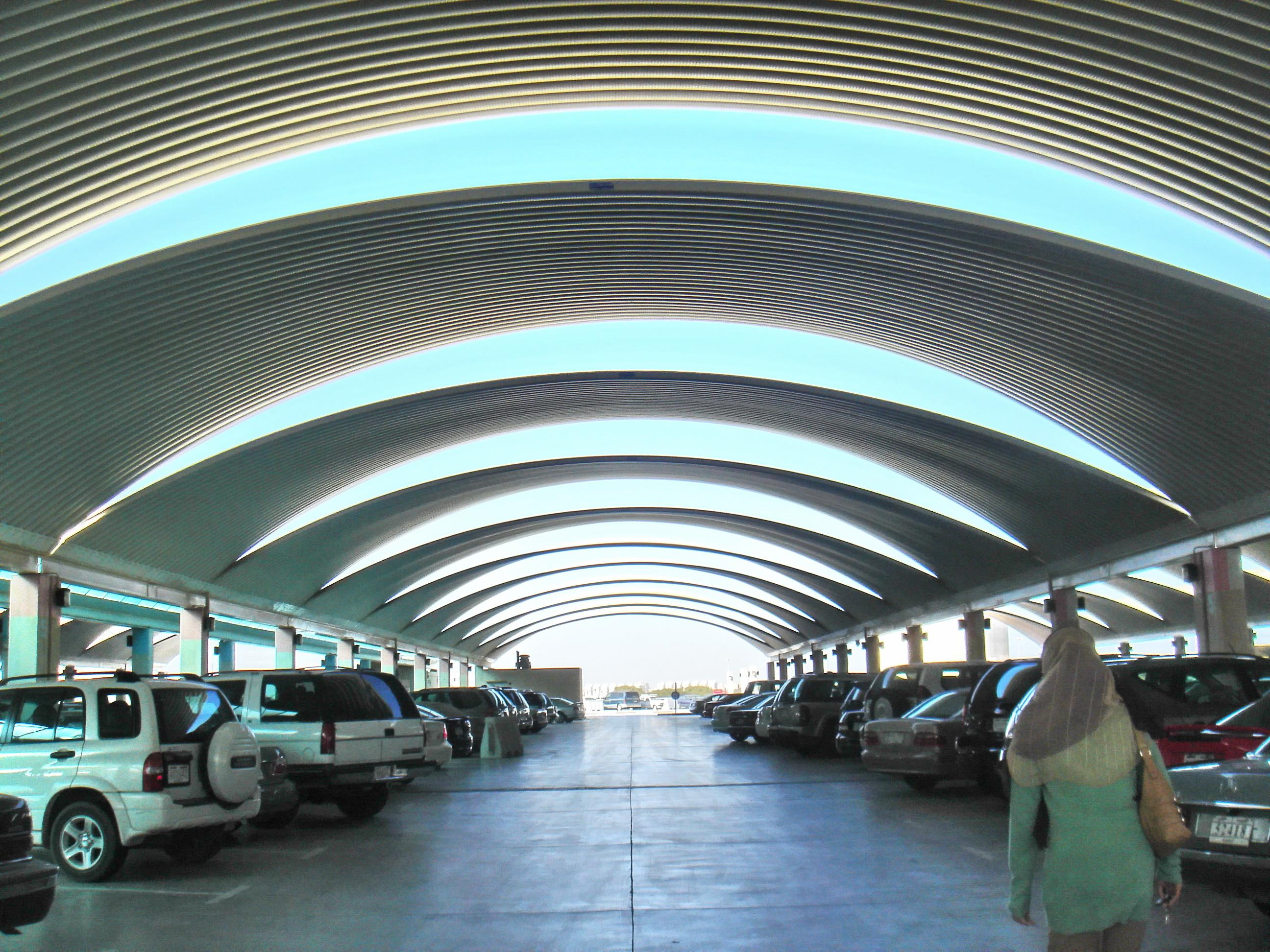
معماری سنتی در سقف پارکینگ اتومبیل فرودگاه.

### مسافربری
| شرکت‌های هواپیمایی           | مقصدهای پروازی | پایانه               |
| --------------------------- | --- | -------------------- |
| هواپیمایی ایرعربیا          | فرودگاه بین‌المللی شارجه | ۱                    |
| ایر عربیا اجیپت             | فرودگاه برج‌العرب | ۱                    |
| Air Arabia Jordan           | فرودگاه بین‌المللی ملکه علیا | ۱                    |
| Air Cairo                   | فرودگاه برج‌العرب، فرودگاه اسیوط، فرودگاه بین‌المللی سوهاج | ۱                    |
| ایر ایندیا                  | فرودگاه بین‌المللی سردار ولابهبهی پتل، فرودگاه بین‌المللی چنای، فرودگاه بین‌المللی راجیو گاندی، فرودگاه دابولیم | ۱                    |
| ایر ایندیا اکسپرس           | فرودگاه بین‌المللی بحرین، فرودگاه بین‌المللی کالیکوت، فرودگاه منگالور (هند) | ۱                    |
| AlMasria Universal Airlines | فرودگاه بین‌المللی قاهره | ۱                    |
| هواپیمایی آتا               | فرودگاه بین‌المللی شهید هاشمی‌نژاد مشهد | ۱                    |
| اطلس گلوبال                 | فرودگاه بین‌المللی آتاترک | ۱                    |
| بیمان بنگلادش ایرلاینز      | فرودگاه بین‌المللی شاه‌جلال فصلی: فرودگاه بین‌المللی شاه امانت، فرودگاه بین‌المللی ملک فهد | ۱                    |
| بریتیش ایرویز               | فرودگاه هیترو لندن | ۱                    |
| بلغاریا ایر                 | فصلی: فرودگاه بورگاس، فرودگاه صوفیه، فرودگاه وارنا | ۱                    |
| شام وینگز ایرلاینز          | فرودگاه بین‌المللی دمشق، فرودگاه بین‌المللی باسل الاسد | ۱                    |
| سبو پسیفیک                  | فرودگاه بین‌المللی نینوی آکوئینو | ۱                    |
| اجیپت‌ایر                    | فرودگاه برج‌العرب، فرودگاه بین‌المللی قاهره، فرودگاه بین‌المللی لوکسار، فرودگاه بین‌المللی شرم‌الشیخ، فرودگاه بین‌المللی سوهاج | ۱                    |
| هواپیمایی امارات            | فرودگاه بین‌المللی دوبی | ۱                    |
| هواپیمایی اتیوپی            | فرودگاه بین‌المللی بوول | ۱                    |
| هواپیمایی اتحاد             | فرودگاه بین‌المللی ابوظبی | ۱                    |
| فلای بغداد                  | فرودگاه بین‌المللی بغداد | ۱                    |
| فلای‌دبی                     | فرودگاه بین‌المللی آل مکتوم، فرودگاه بین‌المللی دوبی | Sheikh Saad Terminal |
| FlyDamas                    | فرودگاه بین‌المللی دمشق | ۱                    |
| فلای‌ناس                     | فرودگاه بین‌المللی ملک عبدالعزیز، فرودگاه شاهزاده محمد بن عبدالعزیز، فرودگاه بین‌المللی ملک خالد، فرودگاه محلی طائف | ۱                    |
| Global Aviation             | فصلی: فرودگاه بین‌المللی سارایوو | ۱                    |
| گلف ایر                     | فرودگاه بین‌المللی بحرین | ۱                    |
| ایران ایر                   | فرودگاه بین‌المللی اهواز، فرودگاه بین‌المللی شهید بهشتی اصفهان، فرودگاه لارستان، فرودگاه بین‌المللی شهید هاشمی‌نژاد مشهد، فرودگاه بین‌المللی شهید دستغیب شیراز | ۱                    |
| هواپیمایی آسمان             | فرودگاه آبادان، فرودگاه بین‌المللی اهواز، فرودگاه لامرد، فرودگاه بین‌المللی شهید هاشمی‌نژاد مشهد، فرودگاه بین‌المللی شهید دستغیب شیراز | ۱                    |
| هواپیمایی عراق              | فرودگاه بین‌المللی نجف | ۱                    |
| جزیره ایرویز                | فرودگاه برج‌العرب، فرودگاه بین‌المللی ملکه علیا، فرودگاه اسیوط، فرودگاه بین‌المللی بحرین، فرودگاه بین‌المللی رفیق حریری بیروت، فرودگاه بین‌المللی قاهره، فرودگاه بین‌المللی آل مکتوم، فرودگاه بین‌المللی دوبی، فرودگاه بین‌المللی آتاترک، فرودگاه بین‌المللی ملک عبدالعزیز، فرودگاه بین‌المللی لوکسار، فرودگاه بین‌المللی شهید هاشمی‌نژاد مشهد، فرودگاه بین‌المللی نجف، فرودگاه بین‌المللی ملک خالد، فرودگاه بین‌المللی شرم‌الشیخ، فرودگاه بین‌المللی سوهاج | ۱                    |
| کی‌ال‌ام                      | فرودگاه اسخیپول آمستردام، فرودگاه بین‌المللی ملک فهد | ۱                    |
| کویت ایرویز                 | فرودگاه بین‌المللی ابوظبی، فرودگاه بین‌المللی سردار ولابهبهی پتل، فرودگاه برج‌العرب (پایان در ۲۸ مارس ۲۰۱۶)، فرودگاه بین‌المللی ملکه علیا، فرودگاه بین‌المللی بحرین، فرودگاه بین‌المللی بنگالورو، فرودگاه بین‌المللی سووارنابومی، فرودگاه بین‌المللی رفیق حریری بیروت، فرودگاه بین‌المللی قاهره، فرودگاه بین‌المللی چنای، فرودگاه بین‌المللی باندرانیکی، فرودگاه بین‌المللی ملک فهد، فرودگاه بین‌المللی ایندیرا گاندی، فرودگاه بین‌المللی شاه‌جلال، فرودگاه بین‌المللی حمد، فرودگاه بین‌المللی دوبی، فرودگاه بین‌المللی فرانکفورت، فرودگاه بین‌المللی ژنو، فرودگاه بین‌المللی بینظیر بوتو، فرودگاه بین‌المللی سوئکارنو-هتا (پایان در ۲۸ مارس ۲۰۱۶)، فرودگاه بین‌المللی آتاترک، فرودگاه بین‌المللی ملک عبدالعزیز، فرودگاه بین‌المللی کوچین، فرودگاه بین‌المللی کوالالامپور (پایان در ۲۸ مارس ۲۰۱۶)، فرودگاه بین‌المللی اقبال لاهوری، فرودگاه هیترو لندن، فرودگاه بین‌المللی نینوی آکوئینو، فرودگاه بین‌المللی شهید هاشمی‌نژاد مشهد، فرودگاه شاهزاده محمد بن عبدالعزیز، فرودگاه بین‌المللی چاتراپاتی شیواجی، فرودگاه مونیخ، فرودگاه بین‌المللی مسقط، فرودگاه بین‌المللی نجف، فرودگاه بین‌المللی جان اف کندی، فرودگاه شارل دوگل پاریس، فرودگاه بین‌المللی ملک خالد، فرودگاه لئوناردو دا وینچی-فیومیچینو، فرودگاه بین‌المللی شرم‌الشیخ، فرودگاه بین‌المللی سوهاج (پایان در ۲۸ مارس ۲۰۱۶)، فرودگاه بین‌المللی امام خمینی، فرودگاه بین‌المللی تریواندروم فصلی: فرودگاه بین‌المللی سارایوو، فرودگاه بین‌المللی وین | ۱                    |
| لوفت‌هانزا                   | فرودگاه بین‌المللی فرانکفورت | ۱                    |
| هواپیمایی ماهان             | فرودگاه بین‌المللی شهید هاشمی‌نژاد مشهد، فرودگاه بین‌المللی شهید دستغیب شیراز، فرودگاه بین‌المللی امام خمینی | ۱                    |
| هواپیمایی معراج             | فرودگاه بین‌المللی شهید هاشمی‌نژاد مشهد | ۱                    |
| هواپیمایی خاورمیانه         | فرودگاه بین‌المللی رفیق حریری بیروت | ۱                    |
| Nile Air                    | فرودگاه بین‌المللی قاهره، فرودگاه برج‌العرب، فرودگاه بین‌المللی لوکسار | ۱                    |
| عمان ایر                    | فرودگاه بین‌المللی مسقط | ۱                    |
| Omni Air International      | چارتر فصلی: فرودگاه بین‌المللی اوهر شیکاگو، فرودگاه بین‌المللی دالس واشینگتن | ۱                    |
| هواپیمایی بین‌المللی پاکستان | فرودگاه بین‌المللی بینظیر بوتو، فرودگاه بین‌المللی جناح، فرودگاه بین‌المللی اقبال لاهوری، فرودگاه بین‌المللی باچا خان، فرودگاه بین‌المللی سیالکوت | ۱                    |
| هواپیمایی پگاسوس            | فرودگاه بین‌المللی صبیحه گوکچن | ۱                    |
| هواپیمایی فیلیپین           | فرودگاه بین‌المللی دوبی، فرودگاه بین‌المللی نینوی آکوئینو | ۱                    |
| قطر ایرویز                  | فرودگاه بین‌المللی حمد | ۱                    |
| روتانا جت                   | فرودگاه بین‌المللی ابوظبی | ۱                    |
| الملکیه الاردنیه            | فرودگاه بین‌المللی ملکه علیا | ۱                    |
| هواپیمایی سعودی             | فرودگاه بین‌المللی ملک عبدالعزیز، فرودگاه شاهزاده محمد بن عبدالعزیز، فرودگاه بین‌المللی ملک خالد | ۱                    |
| شاهین ایر                   | فرودگاه بین‌المللی اقبال لاهوری | ۱                    |
| هواپیمایی سوریه             | فرودگاه بین‌المللی دمشق، فرودگاه بین‌المللی باسل الاسد | ۱                    |
| سریلانکان ایرلاینز          | فرودگاه بین‌المللی باندرانیکی | ۱                    |
| هواپیمایی تابان             | فرودگاه بین‌المللی شهید هاشمی‌نژاد مشهد | ۱                    |
| ترکیش ایرلاینز              | فرودگاه آدانا، فرودگاه بین‌المللی آتاترک، فرودگاه بین‌المللی صبیحه گوکچن فصلی: فرودگاه آنتالیا، فرودگاه ینی‌شهر، فرودگاه عدنان مندرس (آغاز از ۳۰ ژوئن ۲۰۱۶)، فرودگاه ترابزون | ۱                    |
| هواپیمایی زاگرس             | فرودگاه بین‌المللی شهید هاشمی‌نژاد مشهد، فرودگاه بین‌المللی شهید دستغیب شیراز | ۱                    |

### باربری
| شرکت‌های هواپیمایی | مقصدهای پروازی                                            |
| ----------------- | --------------------------------------------------------- |
| Air Cargo Germany | فرودگاه فرانکفورت-هان، فرودگاه بین‌المللی هنگ‌کنگ           |
| ایر فرانس         | فرودگاه بین‌المللی هنگ‌کنگ، فرودگاه پاری-شارل-دو-گل         |
| کارگولوکس         | فرودگاه لوگزامبورگ - فیندل، Vietnam                       |
| دی‌اچ‌ال اوییشن     | فرودگاه بین‌المللی بحرین                                   |
| امارات اسکای‌کارگو | فرودگاه بین‌المللی دبی                                     |
| هواپیمایی اتحاد   | فرودگاه بین‌المللی ابوظبی                                  |
| Martinair         | فرودگاه اسخیپهول آمستردام، فرودگاه بین‌المللی شارجه        |
| سیلک وی ایرلاینز  | فرودگاه بین‌المللی آلماآتی، فرودگاه بین‌المللی حیدر علی‌اف   |
| TMA Cargo         | فرودگاه بین‌المللی رفیق حریری بیروت، فرودگاه بین‌المللی دبی |
| هواپیمایی ترکیه   | فرودگاه بین‌المللی آتاترک                                  |
| قطر ایرویز        | فرودگاه بین‌المللی دوحه                                    |

## شرکت‌های هواپیمایی و مقصدهای پروازی

### مسافری
The following airlines offer scheduled passenger service:
| شرکت‌های هواپیمایی           | مقصدهای پروازی |
| --------------------------- | --- |
| ایجین ایرلاینز              | آتن |
| ایر عربیا                   | شارجه |
| ایر عربیا اجیپت             | برج‌العرب |
| Air Arabia Jordan           | ملکه علیا |
| ایر قاهره                   | برج‌العرب، اسیوط، سوهاج |
| ایر ایندیا                  | سردار ولابهبهی پتل، چنای، راجیو گاندی، دابولیم |
| ایر ایندیا اکسپرس           | کالیکوت، منگالور |
| AlMasria Universal Airlines | قاهره |
| هواپیمایی آتا               | شهید هاشمی‌نژاد مشهد |
| اطلس گلوبال                 | آتاترک |
| آذربایجان ایرلاینز          | حیدر علی‌اف |
| بیمان بنگلادش ایرلاینز      | شاه‌جلال فصلی: شاه امانت، ملک فهد |
| بریتیش ایرویز               | هیترو لندن |
| بلغاریا ایر                 | فصلی: بورگاس، صوفیه، وارنا |
| شام وینگز ایرلاینز          | دمشق، باسل الاسد |
| هواپیمایی مصر               | برج‌العرب، قاهره، لوکسار، شرم‌الشیخ، سوهاج |
| هواپیمایی امارات            | دوبی |
| هواپیمایی اتیوپی            | بوول |
| هواپیمایی اتحاد             | ابوظبی |
| فلای بغداد                  | بغداد |
| فلای‌دبی                     | آل مکتوم، دوبی |
| FlyEgypt                    | برج‌العرب, اسیوط, سوهاج |
| فلای‌ناس                     | ملک عبدالعزیز، شاهزاده محمد بن عبدالعزیز، ملک خالد، محلی طائف |
| گلف ایر                     | بحرین |
| ایران ایر                   | شهید بهشتی اصفهان، آیت‌الله آیت‌اللهی لارستان، شهید هاشمی‌نژاد مشهد، شهید دستغیب شیراز |
| هواپیمایی آسمان             | آیت‌الله جمی آبادان، اهواز، لامرد، شهید هاشمی‌نژاد مشهد، شهید دستغیب شیراز |
| هواپیمایی عراق              | بغداد، نجف |
| جزیره ایرویز                | برج‌العرب، ملکه علیا، اسیوط، بحرین، حیدر علی‌اف، رفیق حریری بیروت، قاهره، آل مکتوم، دوبی، آتاترک، ملک عبدالعزیز، لوکسار، شهید هاشمی‌نژاد مشهد، نجف، ملک خالد، شرم‌الشیخ، سوهاج فصلی: محلی طائف |
| کیش ایر                     | شهید هاشمی‌نژاد مشهد |
| کاال‌ام                      | اسخیپول آمستردام، بحرین |
| کویت ایرویز                 | ابوظبی، سردار ولابهبهی پتل، ملکه علیا، بحرین، بنگالورو، سووارنابومی، رفیق حریری بیروت، قاهره، چنای، باندرانیکی، ملک فهد، ایندیرا گاندی، شاه‌جلال، حمد، دوبی، فرانکفورت، ژنو، بینظیر بوتو، آتاترک، ملک عبدالعزیز، کوچین، اقبال لاهوری، هیترو لندن، نینوی آکوئینو، شهید هاشمی‌نژاد مشهد، شاهزاده محمد بن عبدالعزیز، چاتراپاتی شیواجی، مونیخ، مسقط، نجف، جان اف کندی، شارل دوگل پاریس، ملک خالد، لئوناردو دا وینچی-فیومیچینو، شرم‌الشیخ، امام خمینی، تریواندروم فصلی: وین چارتر فصلی: سارایوو |
| لوفت‌هانزا                   | حمد، فرانکفورت |
| هواپیمایی ماهان             | شهید هاشمی‌نژاد مشهد، شهید دستغیب شیراز، امام خمینی |
| هواپیمایی معراج             | شهید هاشمی‌نژاد مشهد |
| هواپیمایی خاورمیانه         | رفیق حریری بیروت |
| Nile Air                    | قاهره، برج‌العرب، لوکسار |
| عمان ایر                    | مسقط |
| هواپیمایی بین‌المللی پاکستان | بینظیر بوتو، جناح، اقبال لاهوری، باچا خان، سیالکوت |
| پگاسوس ایرلاینز             | صبیحه گوکچن |
| فیلیپین ایرلاینز            | نینوی آکوئینو |
| هواپیمایی قطر               | حمد |
| روتانا جت                   | ابوظبی |
| الملکیه الاردنیه            | ملکه علیا |
| هواپیمایی سعودی             | ملک عبدالعزیز، شاهزاده محمد بن عبدالعزیز، ملک خالد |
| شاهین ایر                   | اقبال لاهوری |
| هواپیمایی سوریه             | دمشق، باسل الاسد |
| سریلانکان ایرلاینز          | باندرانیکی |
| هواپیمایی تابان             | شهید هاشمی‌نژاد مشهد |
| ترکیش ایرلاینز              | آدانا، آتاترک، صبیحه گوکچن فصلی: آنتالیا, میلاس-بودروم، ینی‌شهر, عدنان مندرس, ترابزون |
| Wataniya Airways            | حیدر علی‌اف، نجف (آغاز از ۲۳ اوت ۲۰۱۷)، سارایوو، تفلیس |
| هواپیمایی زاگرس             | شهید هاشمی‌نژاد مشهد، شهید دستغیب شیراز |

Notes
- ^  Air India Express' flight from منگلور makes a stop in Bahrain but the return flight to Mangalore is direct.
- ^  Kuwait Airways' flight to جان اف کندی makes a stop in استانستد لندن.[۱۹] However, the return flight from JFK is direct. Kuwait Airways does not currently have local traffic rights between Kuwait and Stansted, and between Stansted and New York.

### باری
| شرکت‌های هواپیمایی | مقصدهای پروازی                                                 |
| ----------------- | -------------------------------------------------------------- |
| ایر فرانس         | فصلی: شارل دوگل پاریس، هنگ کنگ                                 |
| کارگولوکس         | تائویوان تایوان، هنگ کنگ، لوگزامبورگ - فیندل، چاتراپاتی شیواجی |
| Cargolux Italia   | فصلی: میلانو مالپنسا                                           |
| Star Air Aviation | جناح                                                           |
| دی‌اچ‌ال اوییشن     | بحرین                                                          |
| EgyptAir Cargo    | فصلی: قاهره، شارجه                                             |
| امارات اسکای‌کارگو | فصلی: آل مکتوم                                                 |
| هواپیمایی اتحاد   | ابوظبی، اسخیپول آمستردام، جیبوتی-امبوولی، آل مکتوم، شارجه      |
| هواپیمایی اتیوپی  | بوول، ملک خالد                                                 |
| کاال‌ام            | اسخیپول آمستردام، آل مکتوم، چاتراپاتی شیواجی                   |
| نشنال ایرلاینز    | آل مکتوم، هنگ کنگ، میدان هوایی بین‌المللی قندهار                |
| ترکیش ایرلاینز    | شاه‌جلال، آتاترک                                                |
| هواپیمایی قطر     | شاه‌جلال، حمد، اقبال لاهوری                                     |